# Малібу (лікер)

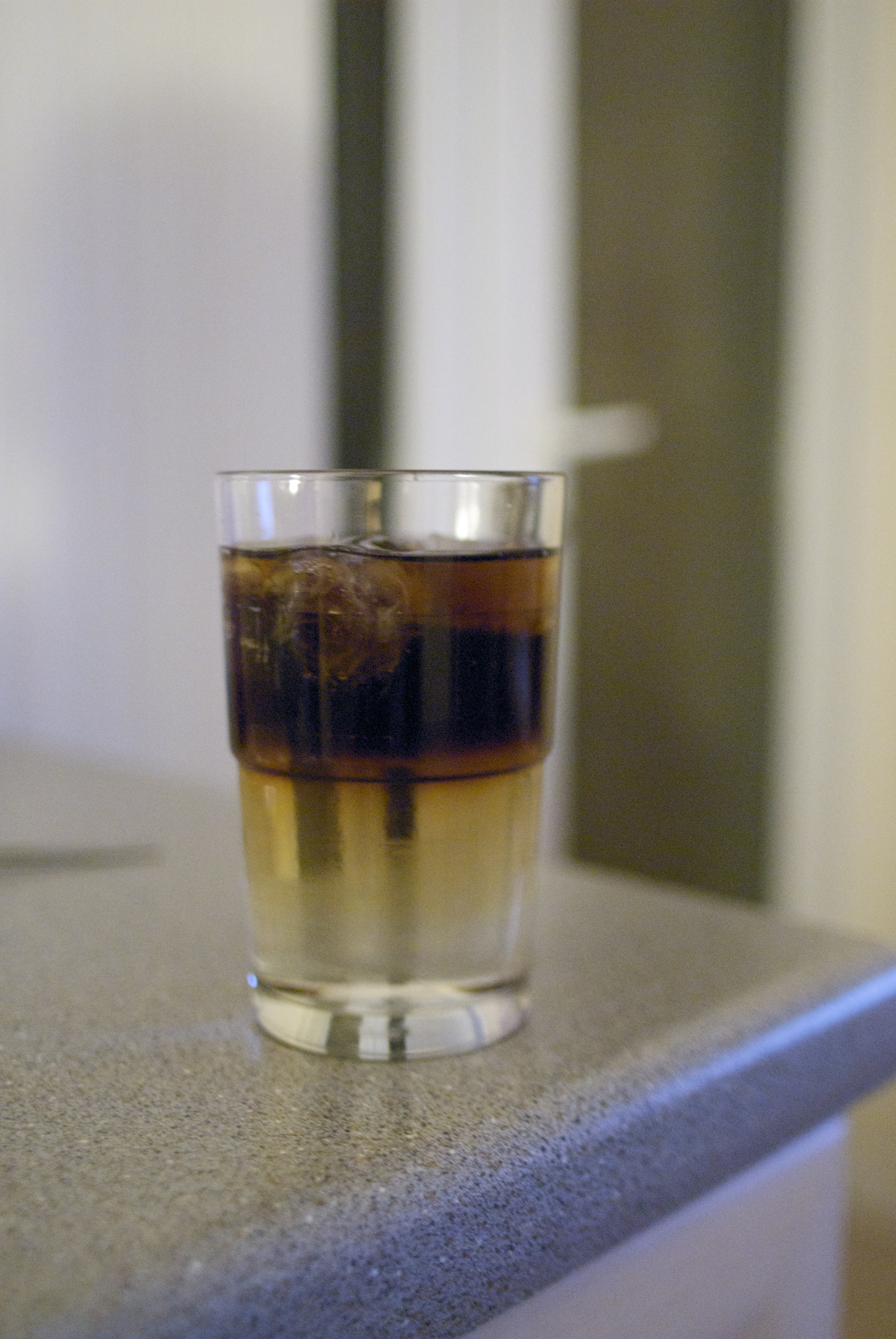
Малібу з колою

«Малібу́» — ромовмісний спиртний напій (часто невірно позначається просто як «ром»), що виготовляється на Барбадосі з натуральним екстрактом кокосових пальм. Містить 21,0 об'ємних відсотків спирту. Власником бренду є Pernod Ricard.

## Історія
Вперше його почали змішувати і розливати в 1980-х роках. Спочатку продукт вироблявся на Кюрасао з ароматизованих фруктових спиртів з додаванням рому і екстракту кокосових пальм. Спочатку застосовувався барменами для спрощення приготування коктейлю піна колада. Коли популярність продукту збільшилася, виробництво було перенесене на Ямайку і якість використовуваних у ньому інгредієнтів покращлась. У 2002 році Diageo продала бренд міжнародної компанії Allied Domecq приблизно за 850 млн доларів США, а пізніше він був проданий компанії Pernod Ricard.

## Сировина
Для отримання лікеру Малібу барбадоський ром позбавляють від надмірно різкого запаху і смаку за допомогою меляси (чорної патоки), а потім додають екстракт кокосового горіха і цукор.

## Особливості
Всупереч популярній думці, що колір напою матово-білий, оригінальний кокосовий лікер Малібу абсолютно прозорий. Смак напою дуже солодкий з вираженими тонами кокоса.

## Різновиди
Крім традиційного рецепту, в основі якого лежить ром і кокос, до складу напою також можуть входити екстракти манго, маракуї, ананаса і банана. Всі ці лікери мають різні кольори горловини пляшки. Шийка пляшки з класичним кокосовим Малібу має білий колір, ананасовий — помаранчевий, манговий — червоний, банановий — жовтий, лікер з екстрактом маракуї — бузковий.